# Lac Monoun
Le lac Monoun est un lac de cratère situé dans l'Ouest du Cameroun. Le lac est situé sur la ligne du Cameroun, longue de 1 400 kilomètres, le mont Cameroun (4 095 mètres) restant le seul volcan en activité de cette chaîne.

## Un phénomène similaire au Lac Nyos

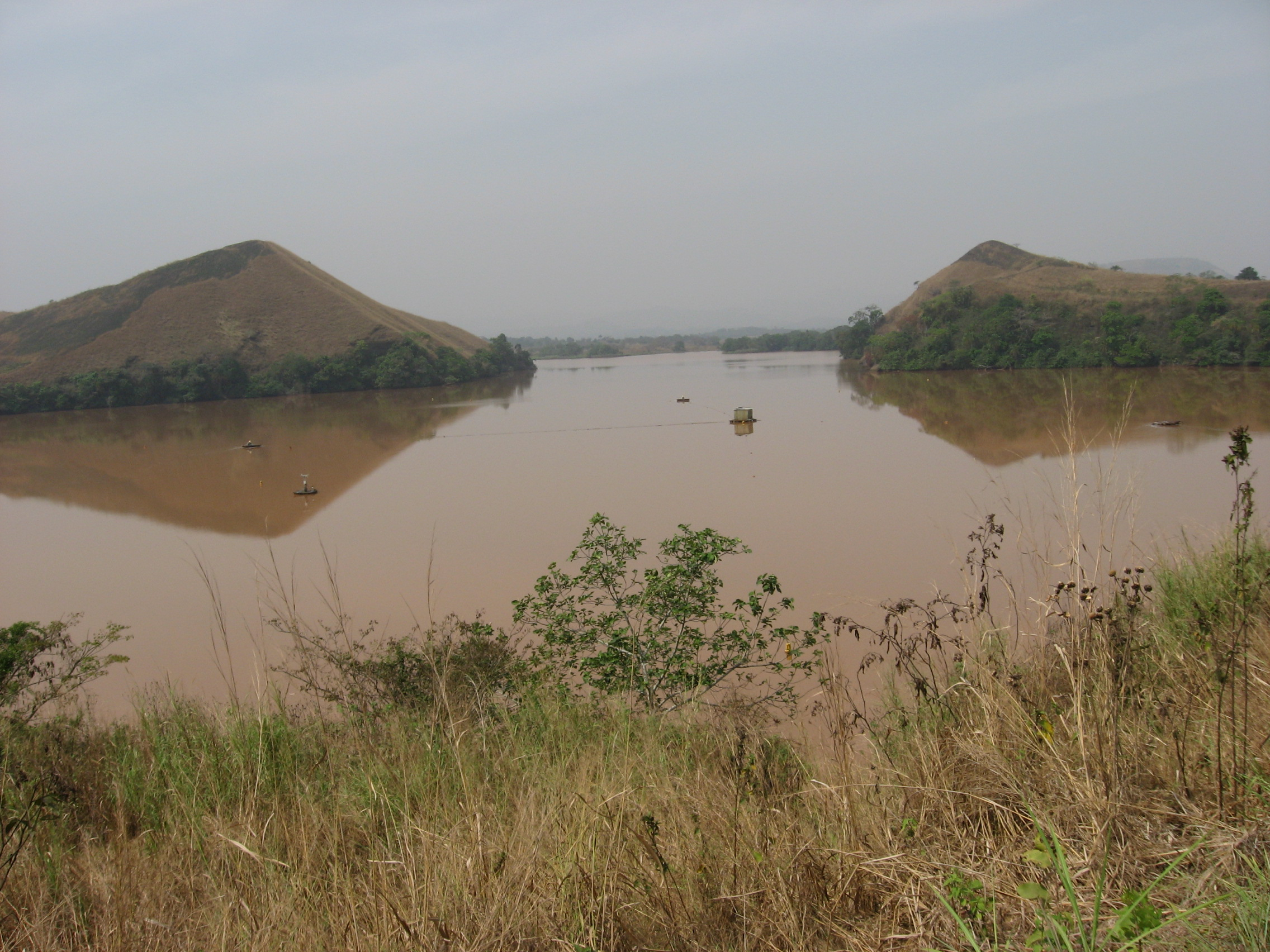
Lac Monoun.

Le lac Monoun est par ailleurs l'un des lacs identifiés susceptibles d'éruptions limniques, avec les lacs Nyos et Kivu. Le lac Monoun contient dans ses eaux 10 millions de m³ de CO2, à comparer aux 300 millions de m³ contenus dans le Lac Nyos.
La nuit du 15 au 16 août 1984, une éruption se produisit et tua au moins 37 personnes à Njindoun, près de Foumbot dans le Noun (département),.
Le Lac Nyos est située au-dessus d'une poche magmatique. Ainsi, il existe des lignes de failles qui partent de cette poche magmatique et entrent en contact avec le fond du lac. C'est donc une zone active de volcanisme. Les émanations gazeuses s'accumulent en permanence au fond du lac. Contrairement aux lacs de cratère des zones tempérées qui connaissent un brassage de leurs eaux du fait de l'alternance des saisons qui implique celles des températures, les lacs des zones tropicales ne connaissent guère de brassage. 
De ce fait, les émanations gazeuses vont s'y accumuler en quantités très importantes. Mais ces gaz ne peuvent s'échapper à cause de la stratification des eaux avec trois couches qui s'étendent sur près de 300 mètres. Il existe une première couche très dense, une couche intermédiaire, et une couche superficielle. 
La catastrophe de Nyos qui a entraîné de nombreuses victimes a été causée selon une hypothèse par la chute d'un pan de la falaise qui surplombe le lac (l'autre hypothèse étant une éruption phréatique). Cette chute de roches a entraîné un brassage assez rapide des eaux: les eaux contenant le gaz carbonique se sont ainsi retrouvées en surface, ce qui a favorisé les émanations gazeuses. Le gaz carbonique est une fois et demi plus lourd que l'air. Il va s'échapper et causer la mort des villageois et de leurs troupeaux. 

Une opération de dégazage est aussi menée sur le lac Monoun depuis 2003.

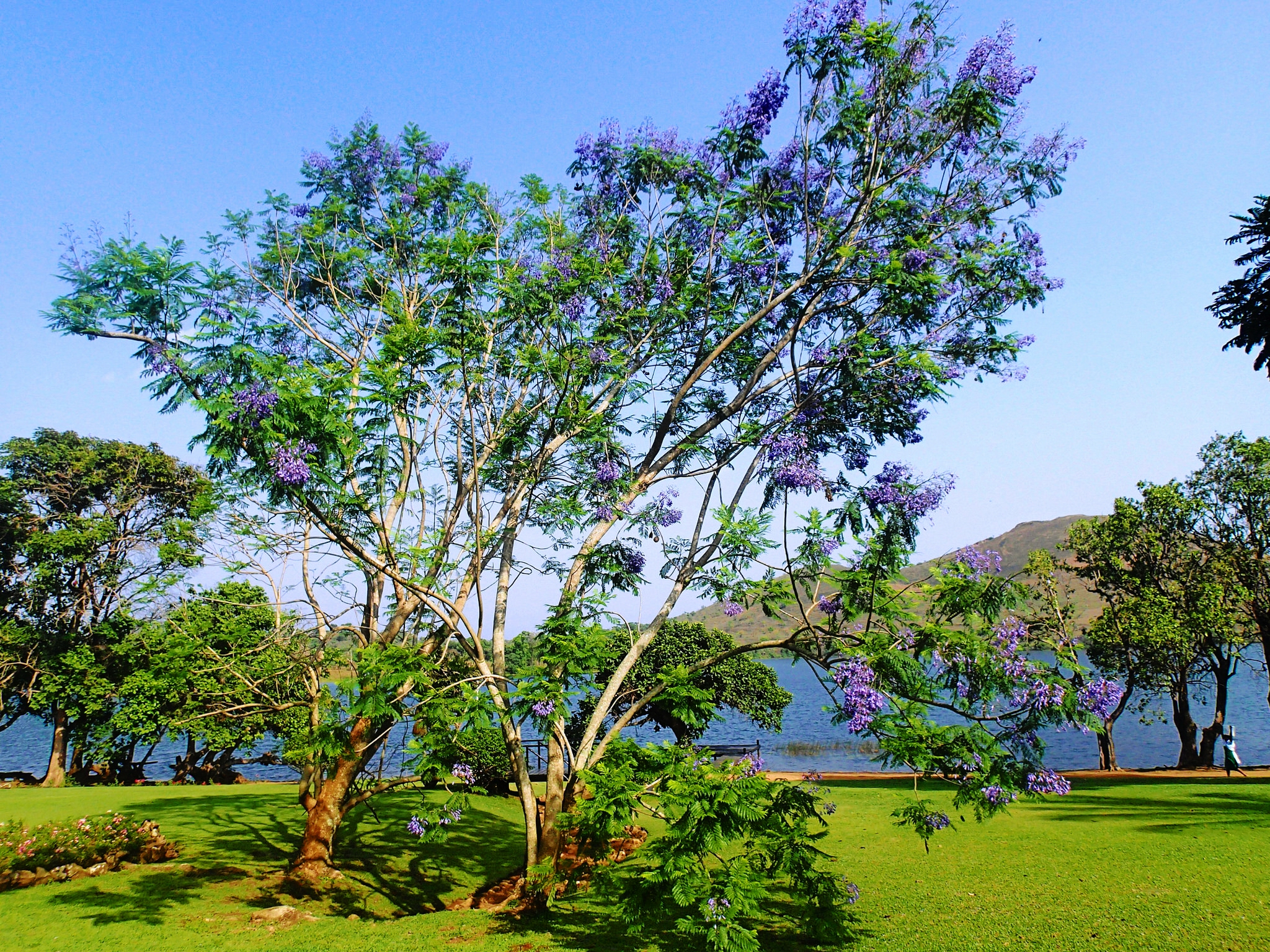
Paysage environnant du lac Monoun. Petpenoun à Foumbot dans la région de l'ouest du Cameroun